# Michael Schönheit
Michael Schönheit (* 1961 in Saalfeld) ist ein deutscher Organist und Dirigent.

## Biographie
Michael Schönheit erhielt seine erste musikalische Ausbildung im Klavier- und Orgelspiel bei seinem Vater, dem Organisten und Chorleiter Walter Schönheit, und war bis 1978 Mitglied der Thüringer Sängerknaben in Saalfeld, die sein Vater neu begründet hatte.
Nach dem Abitur studierte Schönheit von 1978 bis 1985 an der Leipziger Hochschule für Musik „Felix Mendelssohn Bartholdy“ Dirigieren bei Wolf-Dieter Hauschild, Klavier bei Günther Kootz und ab 1982 Orgel bei Wolfgang Schetelich. Nach Abschluss seines Studiums trat er die Nachfolge seines Vaters an der Johanniskirche in Saalfeld an, dieses Amt übte er bis 1990 aus, bis 1991 war er auch Leiter der Chöre an der Johanneskirche Saalfeld.
1986 wurde er als Nachfolger von Matthias Eisenberg zum Gewandhausorganisten berufen. Gleichzeitig wurde er Mitglied des Bachorchesters Leipzig. Schönheit arbeitete mit bedeutenden Dirigenten, wie Herbert Blomstedt, Kurt Masur, Michel Plasson, Marek Janowski und Wolf-Dieter Hauschild zusammen. Kurt Masur ermöglichte ihm 1995 sein Debüt als Solist bei den New Yorker Philharmonikern.
1991/1992 übernahm er vorübergehend die Probenarbeit des Gewandhauschors. Anschließend unterrichtete er an der inzwischen geschlossenen Kirchenmusikschule Berlin-Spandau die Fächer Künstlerisches und Liturgisches Orgelspiel, seit 1994 unterrichtet er Künstlerisches Orgelspiel an der Hochschule für Musik Nürnberg.
Seit 1994 ist er außerdem künstlerischer Leiter der Merseburger Orgeltage und wurde außerdem im März 1996 zum ehrenamtlichen Domorganisten des Merseburger Domes ernannt. In den letzten Jahren widmete er sich zunehmend dem Dirigieren, so leitet er seit 1998 die Merseburger Hofmusik sowie das Ensemble Collegium Vocale Leipzig. Durch regelmäßige Zusammenarbeit mit dem Kammerchor der Schlosskapelle Saalfeld ist er weiterhin seiner Heimatstadt Saalfeld verbunden.
Michael Schönheit widmet sich dem historischen Hammerklavier. Er spielt seit 2006 einen Hammerflügel der Firma John Broadwood aus dem Jahr 1805.

## Auszeichnungen
- Preisträger des VII. Internationalen Johann-Sebastian-Bach-Wettbewerbs im Jahr 1984[6]
- Mendelssohn-Stipendium des Ministeriums für Kultur der DDR
- Verdienstorden des Landes Sachsen-Anhalt 2015

## Aufnahmen
- Die Schukeorgel im Neuen Gewandhaus Leipzig: Michael Schönheit spielt Werke von Bach, Schumann, Mendelsohn und Guilmant, aufgenommen im April 1987, MC, Eterna Digital, 129245